# Дети мороза
«Дети мороза» (англ. Children of the Frost) — сборник рассказов американского писателя Джека Лондона. Опубликован в 1902 году, один из первых сборников, вышедших отдельными изданиями. Рассказы сборника посвящены жизни американцев-золотоискателей и коренных жителей на дальнем севере.

## Состав
- В дебрях Севера (англ. In the Forests of the North) (1901)
- Закон жизни (англ. The Law of Life) (1900)
- Нам-Бок — лжец (англ. Nam-Bok the Unveracious) (1901)
- Великий кудесник (англ. The Master of Mystery) (1901)
- Пришельцы из Солнечной Страны (англ. The Sunlanders) (1901)
- Болезнь Одинокого Вождя (англ. The Sickness of Lone Chief) (1902)
- Киш, сын Киша (англ. Keesh, the Son of Keesh) (1901)
- Светлокожая Ли Ван (англ. Li-Wan the Fair) (1901)
- Лига стариков (англ. The League of the Old Men) (1901)